# Paracanthonchus major
Paracanthonchus major är en rundmaskart som först beskrevs av Hans August Kreis 1828.  Paracanthonchus major ingår i släktet Paracanthonchus och familjen Cyatholaimidae. Inga underarter finns listade i Catalogue of Life.